# Artificial Paradise
Artificial Paradise är det elfte albumet av den Kanadensiska gruppen The Guess Who utgivet 1973 men är bara det nionde med sångaren Burton Cummings. (På de två första albumen var Chad Allen sångare och bandledare. Albumet har en tydlig Pop / Rock och Balladkaraktär.

## Låtlista
1. Bye Bye Babe - 5:10 (Kurt Winter / Bill Wallace)
2. Samantha's Living Room - 3:50 (Donnie McDougall)
3. Rock And Roll Steam - 5:10 (Kurt Winter / Bill Wallace)
4. Follow Your Daughter Home - 4:54 (Burton Cummings / Donnie McDougall / Gary Peterson / Bill Wallace / Kurt Winter)
5. Those Show Biz Shoes - 3:00 (Burton Cummings)
6. All Hashed Out - 3:03 (Burton Cummings / Kurt Winter / Bill Wallace)
7. Orly - 3:30 (Burton Cummings)
8. Lost And Found Town - 4:06 (Donnie McDougall)
9. Hamba Gahle-Usalang Gahle - 6:12 (Burton Cummings / Kurt Winter / Bill Wallace)
10. The Watcher - 2:51 (Bill Wallace / Burton Cummings)

## Medverkande
- Burton Cummings - Sång, Piano
- Donnie McDougall  - Elektrisk Gitarr, Akustisk Gitarr, Bakgrundssång
- Kurt Winter  - Elektrisk Gitarr, Akustisk Gitarr, Bakgrundssång
- Bill Wallace - Basgitarr, Bakgrundssång
- Gary Peterson - Trummor, Percussion

- Producent Jack Richardson För Nimbus 9 Productions / RCA Records LSP 4830
- CD Utgåva Från 2010. Skivnummer RCA Records / ICON CLASSIC Records ICON 1018 (8 8697-74005-2 0)